# Broto
Broto – gmina w Hiszpanii, w prowincji Huesca, w Aragonii, o powierzchni 128,5 km². W 2011 roku gmina liczyła 542 mieszkańców.